# Superinfektion
Als Superinfektion (lateinisch super „über“), auch Hyperinfektion (altgriechisch ὑπέρ hyper „über“), im engeren, eigentlichen Sinne wird in der Virologie eine Form des Virusinfekts bezeichnet, bei der es aufgrund einer noch unvollständigen Immunantwort zu einer neuerlichen Infektion mit demselben Erreger kommt (Neuinfektion).
Im Regelfall aber wird in der Medizin – und teilweise auch in der Mikrobiologie – unter dem Wort „Superinfektion“ verstanden, dass ein viraler Infekt die Grundlage für eine zusätzliche bakterielle Infektion liefert (selten auch umgekehrt). In diesem Zusammenhang wird der Begriff Superinfektion hier als eine Form der Sekundärinfektion verwendet.
Von einer Superinfektion spricht man also normalerweise dann, wenn Krankheitserreger kurz nacheinander (d. h. zeitlich leicht verschoben) auftreten. Eine Superinfektion ist also eine Infektion, die stattfindet, während der Patient unter einer anderen Infektion leidet bzw. behandelt wird.
Es kann eine Superinfektion mit Bakterien, Viren usw. geben.

## Praktische Beispiele

### HIV-Superinfektion
Ein Beispiel im engeren Sinne ist die erneute Infektion mit einem anderen HIV-Stamm bei HIV-positiven Patienten. Einige gut dokumentierte klinische Fallberichte sowie Tierexperimente zeigen, dass eine solche Superinfektion mit einem anderen HIV-Stamm real ist. Die klinischen Konsequenzen einer solchen Superinfektion mit einem anderen Stamm des HI-Virus sind immer noch unklar. Diese Superinfektion führt aber wahrscheinlich zu einer Abnahme der CD4-Zellen, erhöhten Virämie, beschleunigtem Fortschreiten der Krankheit und therapieresistenten HI-Viren.

### Bei Erkältung
Wenn im Krankheitsverlauf einer – in aller Regel von einer viralen Infektion verursachten – Erkältung zusätzlich ein Husten mit einem gelb-grünen Sekret im Auswurf auftritt, dann kann das ein Anzeichen für eine bakterielle Superinfektion im Atemtrakt sein.